# C'era una volta... (programma televisivo)
C'era una volta... è stato un programma televisivo in onda nel 1977 sul Secondo Programma con la conduzione di Alberto Lupo.

## Il programma
La trasmissione nasce come spin-off della trasmissione Ieri e oggi, sostituendone la messa in onda nel 1977. 
Ciascuna delle 12 puntate del programma era dedicata ad una storica trasmissione della televisione italiana, riproponendone alcuni spezzoni con, talvolta, la presenza in studio di alcuni protagonisti di tale programma tv.

## Puntate
| Nº | Data              | Trasmissione riproposta | Ospiti                                             |
| -- | ----------------- | ----------------------- | -------------------------------------------------- |
| 1  | 26 giugno 1977    | Il Musichiere           | Mimma Di Terlizzi, Lorella De Luca, Brunella Tocci |
| 2  | 3 luglio 1977     | Un due tre              | Joe Sentieri, Marisa Ancelli                       |
| 3  | 10 luglio 1977    | L'amico del giaguaro    |                                                    |
| 4  | 17 luglio 1977    | Giardino d'inverno      |                                                    |
| 5  | 24 luglio 1977    | Alta pressione          |                                                    |
| 6  | 31 luglio 1977    | Il tappabuchi           |                                                    |
| 7  | 7 agosto 1977     | Speciale per voi        |                                                    |
| 8  | 14 agosto 1977    | Studio uno              |                                                    |
| 9  | 21 agosto 1977    | La cittadella           |                                                    |
| 10 | 28 agosto 1977    | Canzonissima            |                                                    |
| 11 | 4 settembre 1977  | Il buono e il cattivo   |                                                    |
| 12 | 11 settembre 1977 | Ieri e oggi             |                                                    |